# Розрядник (зброя)

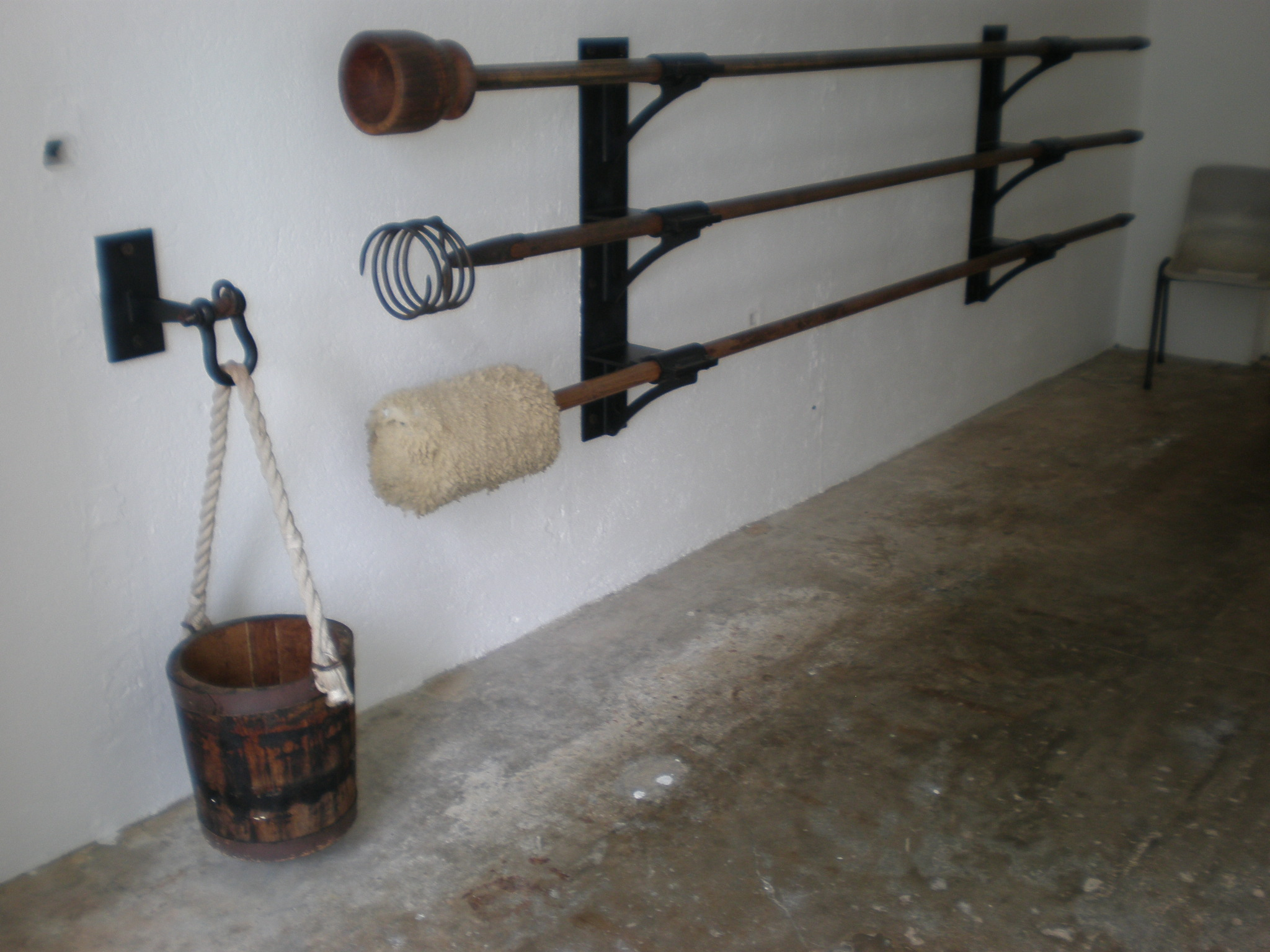
Експонати Музею Берегової Оборони в Гонконгу. Зверху вниз: забивач, розрядник-пижівник, банник. Попереду боклага для води з оцтом, що використовувалася для банення каналу ствола.

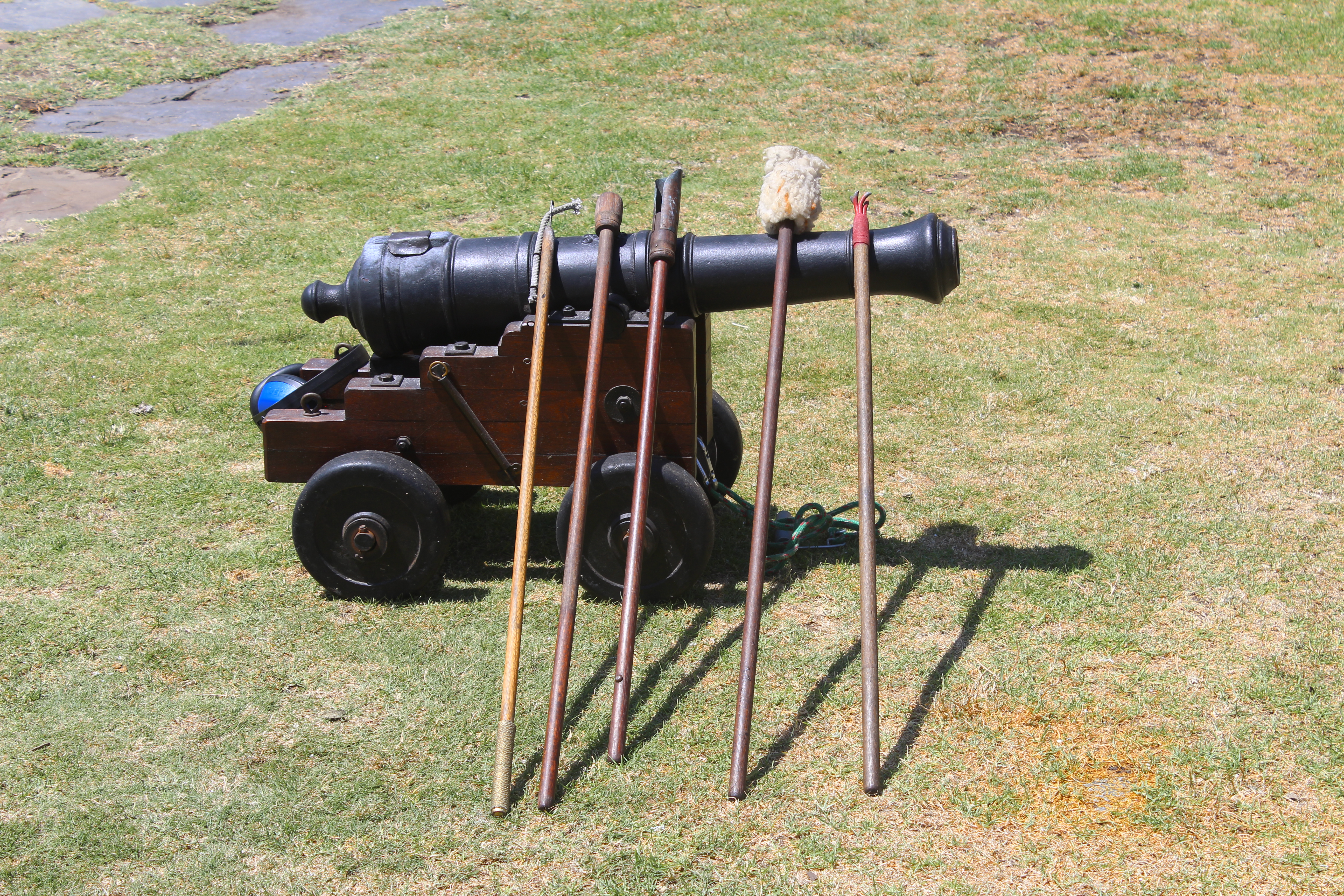
2-фунтова гармата XVIII ст. з приладдям. Зліва направо: запальник з ґнотом, забивач, шуфля, банник, розрядник-пижівник.

Розря́дник — прилад для розряджання гармати. Уживається у разі, коли постріл з якихось причин не відбувся (закінчення бою, заклинення снаряда, несправність затвора). За різних часів будова розрядника різнилася.

## Різновиди розрядників
Пижівник (рос. пыжевник) — прилад для виймання пижа зі ствола, уживався за часів дульнозарядної артилерії. Являв собою залізну трубку, насаджену на дерев'яний держак, споряджену двома загостреними кінцями, завитими спіраллю (іноді був схожий зі штопором). Спіральний кінець вкручували у пиж як штопор або свердел, і виймали його із ствола. Видобувши пиж, слідом за ним виймали снаряд за допомогою «пташиного язика» — дерев'яного циліндра з гострим виступом на довгому держаку або за допомогою шуфлі — вузького совочка на довгому держаку (вона також застосовувалася для засипання пороху при безкартузовому заряджанні). Далі за допомогою тих же приладів виймали зарядний картуз.
Розрядник для казеннозарядних гармат кінця XIX — початку XX ст. — порожнистий мідяний циліндр, усередині якого знаходиться дно з круглим отвором, а у передній половині циліндра зроблено виїмку для чеки ударної трубки. Задньою частиною циліндр насаджувався до дерев'яної колодки, до хвоста якої кріпився залізний патрубок. У нього вставлявся держак. Розрядник малокаліберних гармат насаджувався на один держак з банником. Для розряджання відкривали затвор, виймали рукою заряд (картуз), і уводили з дула у канал ствола розрядник. Уперши стакан розрядника у головну частину снаряда, плавно натискували на останній і висували його з гармати. Перед розряджанням великокаліберних гармат з казенної частини перед вийманням заряда вставлялась зарядна труба і на казенний зріз надівався кокор (ємність для картуза). У нього і поміщався висунутий заряд. Під час проведення розряджання суворо дотримувалися правил безпеки.
У сучасній артилерії розрядник — довга трубка або штанга з порожнистою насадкою, за допомогою яких виштовхують снаряд, увівши їх з дула і не торкаючись ними підривника.